# Neonymphon caecum
Neonymphon caecum är en havsspindelart som beskrevs av Stock, J.H. 1955. Neonymphon caecum ingår i släktet Neonymphon och familjen Nymphonidae. Inga underarter finns listade i Catalogue of Life.